# Tassadia
Tassadia là chi thực vật có hoa trong họ Apocynaceae.